# NGC 6090
NGC 6090 هي مجرة تتبع كوكبة التنين. اكتشفها لويس سويفت في 24 يونيو 1887.

## روابط خارجية
- NGC 6090 على موقع ويكي سكاي: DSS2, SDSS, GALEX, IRAS, Hydrogen α, X-Ray, Astrophoto, Sky Map, Articles and images